# Syltade valnötter

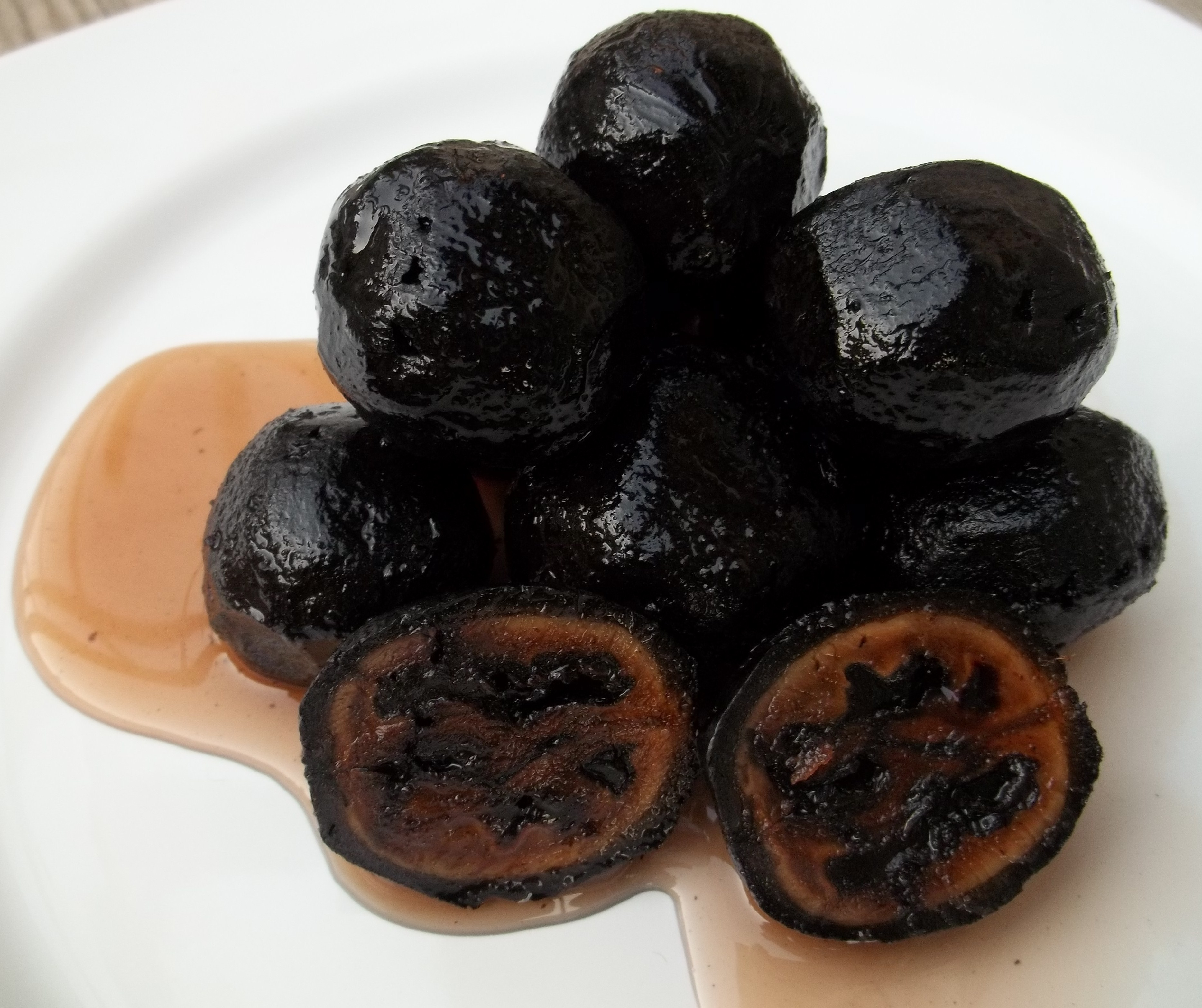
Syltade valnötter.

Syltade valnötter är en traditionell engelsk inläggning gjord på valnötter. Inläggningen anses vara ett bra tillägg till kall kalkon, skinka eller blå ost. Charles Dickens skrev om fårkotlett och syltade valnötter i boken Pickwickklubben. Även författaren Evelyn Waugh nämnde inläggningen i romanen En förlorad värld.
Att göra syltade valnötter tar lite mer än en vecka. De gröna valnötterna saltas innan de läggs in. Saltningen hjälper till med konserveringen och tar bort en del bitterhet hos de omogna valnötterna.